# Pontaubault

Pontaubault este o comună în departamentul Manche, Franța. În 1 ianuarie 2022 avea o populație de 576 de locuitori.